# Moisio (storgård)
Moisio är en gammal finsk benämning på en utåker eller äng som har röjts i skogen eller i Egentliga Finland på en större gård.

## Moisio i finsk etymologi
I finsk etymologi avser ordet i första hand en liten utåker eller äng som har röjts i skogen. Därtill kommer ordets betydelse i Egentliga Finland som är herrgård eller större bondgård. Ortnamnet Moisio återkommer 228 gånger på finska Lantmäteriverkets karta över Finland.
Ordets ålder framgår av att det i bemärkelsen herrgård är gemensamt med estniska (mõis), liviska (mȯizõ), votiska (mõisa) och ingriska (moisoo). Ordet och betydelsen har lånats in i lettiskan (muiža) och i estlandssvenskan för herrgårdsägare (måisnik). Ryskans herrgård (мы́за , mýza) kan vara ett lånord från något av de finsk-ugriska språken. 

## Moisio i arkeologin
År 1920 upptäcktes vid ett byggnadsarbete på Moisio gårdstun i Nousis människoben och en stor huggen kalkstenshäll. En kallmurad stengrund frilades. Dess västligaste del låg i nord-sydlig riktning och var drygt 11 m lång och mellan 70 och 80 cm bred. Två vinkelrätt ställda murar kunde följas österut i över 10 m. En timrad påbyggnad kunde förutsättas. Byggnaden var större än ett vanligt bostadshus och hade samma storlek som många åländska kyrkor från 1100-talet. Skeletten innanför murarna och brunnen nära västmuren, där dop förrättades, tyder på en kyrkobyggnad. Dess tillkomst torde vara 1100-talet. Stenhällen, som hade avbildats av Elias Brenner år 1671, var locket till en monumentalgrav. Dess utformning är unik i Finland, med sin ås i längdriktningen och ett kors i huvudänden. Hällen, som är av en typ som användes under 1100-talets andra hälft, har enligt Brenners teckning två inristade vapensköldar. Då sådana började användas först ett sekel senare torde graven och hällen ha använts på nytt. År 1930 upptäcktes ca 150 meter öster om kyrkan ett gravfält med brandgravar och 80 skelettgravar. Gravfältet har använts under åren 1025 – 1200. På kullen ovanför gravfältet har det stått en klockstapel av samma typ som i Häverö i Uppland och gravfältet förefaller ha varit inhägnat. De äldsta gravarna är brandgravar men också de yngsta. Gården har legat mellan två skiftade byar varför namnet ursprungligen kan ha getts åt en utåker.

## Moisio i historieskrivningen
A. M. Tallgren publicerade 1933 sin iakttagelse att i Egentliga Finlands stamsocknar fanns endast en gård med namnet Moisio och oftast bara en med namnet Hiisi. De låg i befolkningscentra och var större än andra gårdar. Moisio var säte för socknens världsliga ledare och Hiisi var säte för den andlige ledaren. Eric Anthoni undersökte detta 1970 och menade att jordbrukets tekniska nivå under korstågstiden inte medgav att större gårdar uppkom. Enligt medeltida skriftliga källor övergick inte Hiisigodsen till kyrkan, utan ägdes av frälset, medan av Moisiogodsen fyra var i kyrkans och bara ett i kronans händer.  Kauko Pirinen betvivlade 1991 fornsocknarnas existens. Unto Salo såg år 1997 utan tvekan Moisio i Nousis som en stormannagård med en gårdskyrka, som först senare under medeltiden kom i kyrkans ägo.
Georg Haggrén har 2005 studerat sambandet mellan kyrkobyggen och storgårdar i sydvästra Finland under sen järnålder. Han har konstaterat att endast få kyrkor har byggts på bondejord. Som sådana nämner han Reso, Uskela och Ristipelto kapell i Sauvala i Lundo. Storgårdar med namnet Moisio ligger intill kyrkan i Virmo, Nousis, Lundo och Pemar. Läget är detsamma i Lojo i Nyland samt i Euraåminne och möjligen även i Säkylä i Nedre Satakunta. I Uskela stod ett medeltida kapell omgivet av frälsejord men på ett kort avstånd från Moisio. I Pikis ligger kyrkan och Moisio en bit från varandra och något samband mellan dem kan inte påvisas. I S:t Marie finns inget samband mellan kyrkan och Moisio. Den här gruppen har sannolikt varit ett storgods, på vars mark ett predikohus har anlagts. Jordfynden på samma platser visar att Moisiogårdarna var storgårdar med rötter i järnåldern. Det är uppenbart att under 1100-talet innehavarna av de centrala storgårdarna i de gamla finskbygderna i Egentliga Finland har byggt gårdskyrkor. Senare har kyrkans mark avskiljts från gården. Genom arvsskiften har de stora gårdarna delats upp och inte senare kunnat rusta ryttare och därmed uppnå svenskt  frälse. Däremot kunde under medeltiden de gamla gårdarna i kustområdena utvidgas kraftigt genom kolonisation och nyförvärv i tillandningsområden. De äldsta kyrksocknarna har under 1200-talet bildats i de bygder där Moisiogårdarna var en central del.